# Cozuelos de Fuentidueña
Cozuelos de Fuentidueña er en by og kommune i det centrale Spanien i provinsen Segovia. Den har et indbyggertal på 105 (2024) indbyggere.